# Pétange
Pétange este un oraș în Luxemburg situat în apropiere de colțul celor trei frontiere.